# Pašušvys
Pašušvys is een plaats in het Litouwse district Šiauliai. De plaats telt 395 inwoners (2001).